# Munditia meridionalis
Munditia meridionalis là một loài ốc biển, là động vật thân mềm chân bụng sống ở biển thuộc họ Liotiidae.